# دبية بن حرمي السلمي
دبية بن حرمي السلمي سادن صنم العزى في بداية الإسلام وأخر سدنتها.

## نسبه
هو دبية بن حرمي من بني شيبان بن جابر بن مرة بن عبس بن رفاعة بن الحارث بن عتبة بن سليم بن منصور بن عكرمة بن خصَفَة بن قيس عيلان بن مضر بن نزار بن معد بن عدنان، وأمه امرأة من بني جريب من هذيل.

## هدم العزى
بعث النبي صلى الله عليه وسلم خالد بن الوليد في ثلاثين فارسا إلى نخلة ، وكانت بها العزى، فأتاها خالد بن الوليد، وكانت على ثلاث سمرات، فقطع السمرات وهدم البيت الذي كان عليها، ثم أتى النبي صلى الله عليه وسلم فسأله وقال: «هدمت؟» فقال خالد: «نعم يا رسول الله» فقال النبي صلى الله عليه وسلم: «هل رأيت شيئا ما؟» قال: «لا» قال: «فإنك لم تصنع شيئا، فارجع إليها فاهدمها». فرجع خالد وهو متغيظ، فلما رآه السدنة أمعنوا (هربوا) في الجبل وهم يقولون: «يا عزى خبليه، يا عزى عوريه، وإلا فموتي بِرُغْم». فأتاها خالد، فإذا امرأة عريانة، ناشرة شعرها، تحثو التراب على رأسها، والسدنة يصيحون بها حتى أخذ خالد اقشعرار في ظهره، وصار دبية بن حرمي السلمي السادن يصيح ويقول: أَعُزَّى شُدِّي شَدَّةً لا تُكَذّبي على خالد ألقي الخِمَار وشَمِّري فإنك إلا تقتلي اليوم خالدا تبوئي بذل عاجل وتَنَصَّري فقال خالد: «يا عز كفرانك لا سبحانك إني رأيت الله قد أهانك»، فجز لها بالسيف حتى قتلها وقطعها قطعتين، ثم رجع إلى النبي صلى الله عليه وسلم فأخبره قائلًا: «نعم تلك العزى وقد يئست أن تعبد ببلادكم أبدا». 

## وفاته
قتلته قبيلة هذيل في معركة انف عاذ حيث كان دليل سليم على هذيل.